# 提內克
提內克（Teaneck）位於美國紐澤西州博根郡，是該郡第二大城市。根據2010年美國人口普查，該市人口有39,776人。
境內有美國兩大公路I-95與I-80交會。費爾里·狄金生大學的都會校園設於提內克。